# Luhans'k
Luhans'k (in ucraino Луга́нськ?) o Lugansk (in russo Луга́нск?) è de iure una città dell'Ucraina, capoluogo dell'omonima oblast' e dell'omonimo distretto nella regione storica del Donbass, ma dall'aprile 2014 è capoluogo de facto della Repubblica Popolare di Lugansk, entità controllata militarmente della Russia. Nel 2022 è stata annessa de facto dalla Russia come tutto il resto del territorio della Repubblica Popolare di Lugansk.
La città è stata fondata nel XVIII secolo e nel corso del XX secolo ha assunto il nome di Vorošilovgrad (in russo Ворошиловград?), in onore del generale e politico sovietico Kliment Vorošilov. Sin dalla sua fondazione, la città ha una vocazione industriale.

## Geografia fisica

### Territorio
La città è posta a poca distanza dalla confluenza della Luhanka con l'Ol'chova, nel Donbass, e rappresenta l'insediamento di rilevanza regionale più orientale dell'Ucraina.

### Clima
| Luhans'k (1981-2010) Fonte: | Mesi         | Mesi         | Mesi         | Mesi         | Mesi        | Mesi        | Mesi        | Mesi        | Mesi        | Mesi         | Mesi         | Mesi         | Stagioni | Stagioni | Stagioni | Stagioni | Anno  |
| Luhans'k (1981-2010) Fonte: | Gen          | Feb          | Mar          | Apr          | Mag         | Giu         | Lug         | Ago         | Set         | Ott          | Nov          | Dic          | Inv      | Pri      | Est      | Aut      | Anno  |
| --------------------------- | ------------ | ------------ | ------------ | ------------ | ----------- | ----------- | ----------- | ----------- | ----------- | ------------ | ------------ | ------------ | -------- | -------- | -------- | -------- | ----- |
| T. max. media (°C)          | −1,0         | −0,4         | 5,7          | 15,6         | 22,2        | 26,4        | 28,7        | 28,2        | 21,8        | 13,9         | 5,2          | 0,1          | −0,4     | 14,5     | 27,8     | 13,6     | 13,9  |
| T. media (°C)               | −4,0         | −4,1         | 1,4          | 9,7          | 15,8        | 20,1        | 22,3        | 21,2        | 15,3        | 8,6          | 1,8          | −2,7         | −3,6     | 9,0      | 21,2     | 8,6      | 8,8   |
| T. min. media (°C)          | −6,8         | −7,4         | −2,4         | 4,2          | 9,4         | 13,8        | 16,0        | 14,5        | 9,4         | 4,0          | −1,3         | −5,5         | −6,6     | 3,7      | 14,8     | 4,0      | 4,0   |
| T. max. assoluta (°C)       | 12,8 (1948)  | 17,3 (1995)  | 23,1 (2008)  | 31,8 (1907)  | 36,6 (2007) | 39,4 (1924) | 40,5 (1971) | 42,0 (2010) | 36,8 (2010) | 31,2 (1999)  | 22,8 (1938)  | 15,6 (2008)  | 17,3     | 36,6     | 42,0     | 36,8     | 42,0  |
| T. min. assoluta (°C)       | −41,9 (1935) | −36,9 (1954) | −27,3 (1964) | −12,1 (1965) | −8,2 (1918) | −1,8 (1916) | 5,2 (1908)  | −0,4 (1900) | −7,2 (1916) | −16,3 (1912) | −26,3 (1953) | −29,6 (1969) | −41,9    | −27,3    | −1,8     | −26,3    | −41,9 |
| Nuvolosità (okta al giorno) | 7,9          | 7,3          | 6,7          | 6,2          | 5,3         | 5,2         | 4,6         | 3,9         | 4,7         | 5,8          | 7,5          | 8,1          | 7,8      | 6,1      | 4,6      | 6,0      | 6,1   |
| Precipitazioni (mm)         | 36           | 36           | 32           | 33           | 50          | 61          | 63          | 34          | 45          | 35           | 39           | 39           | 111      | 115      | 158      | 119      | 503   |
| Giorni di pioggia           | 10           | 8            | 11           | 14           | 13          | 14          | 12          | 8           | 11          | 11           | 13           | 10           | 28       | 38       | 34       | 35       | 135   |
| Nevicate (cm)               | 6            | 10           | 7            | 1            | 0           | 0           | 0           | 0           | 0           | 0            | 1            | 4            | 20       | 8        | 0        | 1        | 29    |
| Giorni di neve              | 17           | 16           | 10           | 1            | 0,1         | 0,03        | 0,0         | 0,0         | 0,1         | 1,0          | 7,0          | 16,0         | 49,0     | 11,1     | 0,0      | 8,1      | 68,2  |
| Giorni di nebbia            | 3            | 3            | 3            | 1            | 1           | 1           | 1           | 1           | 2           | 2            | 4            | 4            | 10       | 5        | 3        | 8        | 26    |
| Umidità relativa media (%)  | 84           | 82           | 77           | 65           | 62          | 63          | 63          | 60          | 67          | 75           | 84           | 85           | 83,7     | 68       | 62       | 75,3     | 72,3  |
| Vento (direzione-m/s)       | W 3,4        | E 3,5        | E 3,7        | E 3,4        | E 2,6       | W 2,5       | W 2,3       | E 2,4       | E 2,6       | E 2,8        | E 3,1        | E 3,3        | 3,4      | 3,2      | 2,4      | 2,8      | 3,0   |

## Etimologia
Il toponimo Luhans'k deriva dall'antico nome del fiume Luganka, un affluente del Severskij Donec, ossia Luhan.
Il 5 novembre 1935 la città fu ribattezzata Vorošilovgrad in onore del primo Maresciallo dell'Unione Sovietica Kliment Efremovič Vorošilov, originario della vicina città di Lysyčans'k. Il nome fu abbandonato nel 1958, durante il ripudio del culto della personalità di Stalin, per esser poi ripreso il 5 gennaio 1970 alla morte di Vorošilov e venire definitivamente abbandonato nel 1990 con decreto della Verchovna Rada.

## Storia
La fondazione della città risale al 1795 quando l'imprenditore britannico Charles Gascoigne fondò un'industria siderurgica per rifornire la flotta del Mar Nero e l'esercito dell'Impero russo. A causa delle difficoltà di comunicazione con i porti, l'industria chiuse al termine della guerra di Crimea, venendo sostituita da altre fabbriche per la produzione di macchine agricole. Luhans'k ottenne lo status di città nel 1882, mentre nel 1896 vi fu fondata la Luhans'kteplovoz, importante azienda produttrice di locomotive. Durante la seconda guerra mondiale fu occupata dai tedeschi della Wehrmacht il 14 luglio 1942 nel corso dell'operazione Blu; la città venne liberata il 14 febbraio 1943 nel corso dell'operazione Galoppo dalle truppe sovietiche dell'Armata Rossa appartenenti alla 3ª Armata della Guardia del generale Dmitrij Leljušenko del "Fronte Sud-Occidentale" del generale Nikolaj Vatutin.
In seguito allo scoppio della guerra del Donbass, miliziani filo-russi e mercenari russi infiltrati hanno preso il controllo dei principali edifici governativi della città ed hanno proclamato la nascita della Repubblica Popolare di Lugansk (RPL). L'11 maggio 2014 si è tenuto un referendum, non riconosciuto da alcun paese, per riconoscere l'indipendenza dell'autoproclamata repubblica di Lugansk che ha visto i voti favorevoli raggiungere l'86% delle preferenze. Il 25 giugno successivo la città è stata proclamata capitale dell'autoproclamato stato.
Nell'agosto 2014 l'esercito ucraino ha circondato Luhans'k penetrando in città e conquistando alcune posizioni. Nel corso degli scontri alcuni bombardamenti di artiglieria hanno causato vittime civili. In seguito all'offensiva di Ilovajs'k furono riconquistati alcuni sobborghi della città da parte dei russi e filo-russi. Il 1º settembre le forze ucraine si ritirarono dalle rovine dell'aeroporto di Luhans'k. Nell'ottobre l'amministrazione dell'oblast' di Luhans'k si è trasferita nella vicina cittadina di Sjevjerodonec'k, posta sotto il controllo dell'esercito ucraino.

### Lingue
| Madrelingua | 2001 (%) |
| ----------- | -------- |
| Russo       | 85,3     |
| Ucraino     | 13,7     |

## Monumenti e luoghi d'interesse

### Le piramidi di Luhans'k
Il 7 settembre 2006 alcuni archeologi affermarono di aver rinvenuto vicino a Luhans'k una struttura piramidale che sarebbe più antica di quella egiziana di almeno 300 anni. Le pietre a fondamento della struttura, paiono assomigliare alle ziggurat Maya ed Azteche del Sud America.

## Infrastrutture e trasporti

### Strade
La principale via d'accesso alla città è l'autostrada M4, parte della Strada europea E50, che unisce l'Ucraina centrale con la frontiera russa.

### Aeroporti
L'aeroporto di Luhans'k è situato a 20 km a sud del centro cittadino. Dal giugno 2014 è stato chiuso al traffico per il conflitto del Donbass ed in seguito è stato in gran parte distrutto dai bombardamenti.

## Sport
La squadra di calcio cittadina è il Zorja Luhans'k, che attualmente gioca nella massima serie del campionato ucraino.

## Amministrazione

### Gemellaggi
- Saint-Étienne, dal 1959